# Анета Ядовська
Анета Ядовська (пол. Aneta Jadowska, 14 серпня 1981, Радомсько) — польська письменниця-фантастка, автор детективних творів, яка працює доктором гуманітарних наук у галузі літературознавства у торуньському Університеті Миколая Коперника. Найбільш відома за створення літературного образу Дори Вільк — торунської відьми-поліціянтки. Є учасницею літературної групи «Harda Horda».

## Біографія
Анета Ядовська народилася в Радомську, а виросла в місті Пшедбуж. Надалі життя письменниці пов'язане з Торунем, у якому вона живе з 2000 року. Анета Ядовська закінчила відділ польської філології торуньського Університету Миколая Коперника, та отримала ступінь доктора гуманітарних наук у галузі літературознавства.
Анета Ядовська переважно пише твори в стилі фентезі. Найбільш відомою вона є за гексалогією про Дору Вільк — торунську відьму-поліціянтку. Письменниця вважає, що в літературі вона дебютувала тричі: у 1999 році оповіданням «Дивний цей світ» (пол. Dziwny jest ten świat) у газеті «Gazeta Radomszczańska», у 2004 році оповіданням «Калейдоскоп» (пол. Kalejdoskop) у журналі «Science Fiction», та романом «Злодій душ» (пол. Złodziej dusz) у 2012 році.
У кінці 2016—початку 2017 року письменниця вирішила знайти містечко, де буде відбуватися дія її нового детективного роману. Навесні 2017 року Ядовську запросили до міської бібліотеки в Устці. Саме тоді їй стало на думку саме Устку зробити місцем дії її першого нефантастичного роману. Значна частина дії цього роману під назвою «Труп на пляжі та інші родинні секрети» (пол. Trup na plaży i inne sekrety rodzinne) відбувається в місцевій кав'ярні «Cafe Mistral», у якій виготовляють особливий сорт тістечок ручної роботи, що стало частиною сюжету роману. Цей роман вийшов друком 31 січня 2018 року, й у цій кав'ярні також можна придбати екземпляр роману.

### Шаманський цикл
- Шаманський блюз (пол. Szamański blues, 2016)
- Шаманське танго (пол. Szamańskie Tango, 2017)

### Гексалогія про відьму
- Злодій душ (пол. Złodziej Dusz, 2012)
- Вовк в овечій шкірі (пол. Wilk w owczej skórze, 2012)
- Боги повинні бути навіженими (пол. Bogowie muszą być szaleni, 2013)
- Переможець отримує все (пол. Zwycięzca bierze wszystko, 2013)
- Усе залишається в сім'ї (пол. Wszystko zostaje w rodzinie, 2014)
- Екзорцизми Дори Вільк (пол. Egzorcyzmy Dory Wilk, 2014)
- На війні немає невинних (пол. Na wojnie nie ma niewinnych, 2014)

### Цикл про Гарштю з Устки
- Труп на пляжі та інші родинні секрети (пол. Trup na plaży i inne sekrety rodzinne, 2018)

### Цикл про Нікіту
- Дівчина з дільниці чудес (пол. Dziewczyna z Dzielnicy Cudów, 2016)
- Акушер богів (пол. Akuszer Bogów, 2017)
- Чортів млин (пол. Diabelski młyn, 2018)

### Збірки оповідань
- Ропушки (пол. Ropuszki, 2015)
- Диня і омела (пол. Dynia i jemioła, 2018)